# Alouette (film, 1964)
Pour les articles homonymes, voir Alouette.
Pour plus de détails, voir Fiche technique et Distribution.
Alouette (Pacsirta) est un film hongrois réalisé par László Ranódy, sorti en 1964.

## Fiche technique
- Titre : Alouette
- Titre original : Pacsirta
- Réalisation : László Ranódy
- Scénario : Tamás Huszty d'après le roman de Dezső Kosztolányi
- Photographie : György Illés
- Musique : Ferenc Farkas
- Pays d'origine : Hongrie
- Format : Noir et blanc - 1,37:1 - Mono
- Genre : drame
- Date de sortie : 1964

## Distribution
- Antal Páger : Vajkay Ákos
- Klári Tolnay : Tóni, Vajkayné
- Anna Nagy : Pacsirta, Vajkay lánya
- Margit Bara : Dobáné
- Mari Törőcsik : Margit
- Zoltán Latinovits : Miklós
- Ferenc Bessenyei : Latintanár
- Iván Darvas : Füzess Feri
- Zoltán Greguss : Környei Bálint
- Sándor Szakács : Cziffra Géza
- János Görbe : Ispán

## Distinction
- Festival de Cannes 1964 : Sélection officielle,  Prix d'interprétation masculine pour Antal Páger